# ديركو فيريرا
ديركو فيريرا هو لاعب كرة قدم برازيلي في مركز الهجوم، ولد في 15 أبريل 1942 في ساو باولو في البرازيل. لعب مع نادي بالميراس.